# Brisbane Cricket Ground
Il Brisbane Cricket Ground è un impianto sportivo della capitale dello Stato australiano del Queensland, Brisbane. Sorge nel sobborgo di Woolloongabba e per questo viene comunemente chiamato The Gabba.
Il sito su cui si trova attualmente lo stadio è stato adibito a campo di gioco di cricket nel 1895, la prima gara si è disputata il 19 dicembre 1896 tra una rappresentanza di parlamentari locali e una di giornalisti.
Lo stadio ospita regolarmente gare di cricket, football australiano, rugby, rugby league e calcio.